# Metakahlerite
La metakahlerite (simbolo IMA: Mkah) è un minerale del gruppo della meta-autunite appartenente alla famiglia dei "fosfati, arseniati e vanadati" con formula chimica Fe2+(UO2)2(AsO4)2 • 8(H2O).

## Etimologia e storia
La metakahlerite è legata a un altro minerale, la kahlerite (Fe2+[UO2|AsO4]2 • 10-12H2O), di cui rappresenta un livello inferiore di idratazione.
Il nome del minerale, così come per la sua forma con una maggiore quantità di acqua, è stato dato in onore del geologo austriaco Franz Kahler ed essendo stata scoperta e riconosciuta prima della fondazione dell'IMA, è un cosiddetto minerale grandfathered (G).
La sua località tipo è la "miniera di Sophia", che si trova in Germania nel Baden-Württemberg, nei pressi di Rottweil.

## Classificazione
Nell'ottava edizione della sistematica dei minerali secondo Strunz, obsoleta dal 1977 ma ancora in parte utilizzata, la metakahlerite è elencata nella classe dei "fosfati, arseniati e vanadati" e da lì nella sottoclasse dei "fosfati idrati, arseniati e vanadati con anioni estranei"; questa è ulteriormente suddivisa in modo che il minerale sia elencato nella sezione "famiglia degli uranil-fosfati, -arseniati o -vanadati" dove forma la "serie della mata-uranite" con il sistema nº VII/D.20b insieme ad abernathyite, meta-ankoleite, meta-autunite, metabassetite (non più accettata perché identica alla bassetite), metaheinrichite, metakirchheimerite, metanatroautunite, metanatrouranospinite, metanováčekite, metatorbernite, metauramphite, metauranocircite, metauranospinite, metazeunerite, sincosite e trögerite.
Nella nona edizione di tale sistematica, il minerale è ancora elencato nella classe "8. Fosfati, arsenati, vanadati" e successivamente nella sottoclasse "8.E Fosfati e arsenati di uranile"; questa è ulteriormente suddivisa in base al rapporto tra le quantità di ione diossido di uranio (UO2) e di fosfato, vanadato o arseniato (RO4), in modo che la si possa trovare nella sezione "8.EB UO2:RO4 = 1:1", dove forma il sistema nº 8.EB.10 insieme a lehnerite, bassetite, meta-autunite, metaheinrichite, metakirchheimerite, metasaléeite, metatorbernite, metazeunerite, metauramphite, przhevalskite, metalodèvite, metanatroautunite, metanováčekite, metauranocircite e metauranospinite.
La Sistematica dei lapis (Lapis-Systematik) di Stefan Weiß, che si basa ancora sull'ottava edizione Strunz per considerazione verso i collezionisti privati e le collezioni istituzionali, elenca anch'essa la metakahlerite nella classe dei "fosfati, arseniati e vanadati" e da lì nella sottoclasse "fosfati/arsenati di uranile e vanadati di uranile con [UO2]2+ - [PO4]/[AsO4]3- e [UO2]2+ - [V2O8]6-, nonché vanadati isotipici (serie della sincosite)".
La classificazione dei minerali secondo Dana, usata principalmente nel mondo anglosassone, elenca la metakahlerite nella classe dei "fosfati idrati, ecc" e nella sottoclasse "fosfati idrati, ecc. dove A2+(B2+)2(XO4) • x(H2O), contenente (UO2)2+".

## Abito cristallino
La metakahlerite cristallizza nel sistema tetragonale nel gruppo spaziale P4/mmm (gruppo nº 123) o nel sistema triclino con gruppo spaziale P1 (nº 2); i parametri di reticolo variano molto a seconda della fonti e non c'è accordo sui dati.

## Proprietà
La metakahlerite è molto radioattiva a causa del suo contenuto di uranio fino al 46,77%; ha un'attività specifica di circa 83,7 kBq/g (per confronto, il potassio naturale ha attività specifica pari a 0,0312 kBq/g).
Il minerale ha un colore giallo zolfo con striscio giallo chiaro; la sua durezza Mohs è pari a 2,5 e può quindi essere graffiata con l'unghia di un dito.

## Origine e giacitura
La metakahlerite è stata trovata associata con arseniosiderite, scorodite, löllingite, uraninite e siderite (nel sito di Hüttenberg, in Austria), mentre nel sito di Southwick Cliffs (Scozia) è stata trovata associata a kahlerite.
È stata descritta anche come minerale secondario e associata spesso a arseniosiderite, scorodite e altri ferro-arsenati.
In Austria la metakahlerite è stata rinvenuta solo nella sua località tipo, il comune di Hüttenberg.
Il minerale è stato trovato anche a Lodève (Francia); a Grengiols e Salvan (Canton Vallese, Svizzera); a Dumfries and Galloway (Scozia); nella contea di San Juan (nello Utah, Stati Uniti); a Beaufort West nel Sudafrica; nel distretto elettorale di Omaruru in Namibia.
In Germania la metakahlerite è stata trovata in diversi siti: a Sulzburg, Schenkenzell, Vöhrenbach e St. Blasien nel Baden-Württemberg; a Birkenfeld e Donnersbergkreis in Renania-Palatinato; infine a Annaberg-Buchholz in Sassonia.